# جاود خان نواب بهادور
جاويد خان (ق. 1695 - 1752 م) كان داروجا [الإنجليزية]
 إيرانيًا (رئيسًا للشرطة) في عهد السلطان محمد شاه (1719-1748)، ووصيًا فعليًا في عهد خليفته أحمد شاه بهادر (1748-1752)، أثناء تراجع سلطنة مغول الهند.
في عام 1722، وُصف جاويد خان بأنه " خصي وسيم في سن الشباب وشخصية قوية" حيث عُين رئيسًا للخصيان في العائلة المالكة. عند اعتلاء أحمد شاه بهادور العرش عام 1748، مُنح جاويد خان لقب نواب بهادور [الإنجليزية]
 من السلطان، بناءً على إصرار والدته أودام باي [الإنجليزية]
. وبسبب ضعف قيادة السلطان، فقد تصرف بفعالية كوصي وتولى قيادة ما يسمى "حزب البلاط"، في مواجهة نواب أوده، وصفدار جنك.
كانت عشيق أودام باي، والدة أحمد شاه.
في عام 1752، قُتل على يد صفدار جانج، مما أدى إلى فقدانه الحظوة.[بحاجة لشرح] مع أودهام باي، وبالتالي أدت محاولات الأخير لإعادة تأكيد السيطرة إلى حرب أهلية كاملة بين الحزبين الإيراني والتوراني في الإمبراطورية.